# Soufflenheim
Soufflenheim é uma comuna francesa na região administrativa de Grande Leste, no departamento Baixo Reno. Estende-se por uma área de 13,26 km². Em 2010 a comuna tinha 4 914 habitantes (densidade: 370,6 hab./km²).